# Premio Pulitzer 1945
Quella del 1945 fu la ventinovesima assegnazione dei Premi Pulitzer e vide la consegna di quattordici premi in altrettante categorie, otto relative al mondo del giornalismo e sei relative al mondo della letteratura, della drammaturgia e della musica, a cui fu aggiunta una menzione speciale nel campo del giornalismo.
In quest'edizione, la giuria fu composta da 15 membri, tra cui il presidente della Columbia University, Nicholas Murray Butler, e fu presieduta da Frank R. Kent, caporedattore del The Baltimore Sun.

## Giornalismo
- Pubblico servizio:

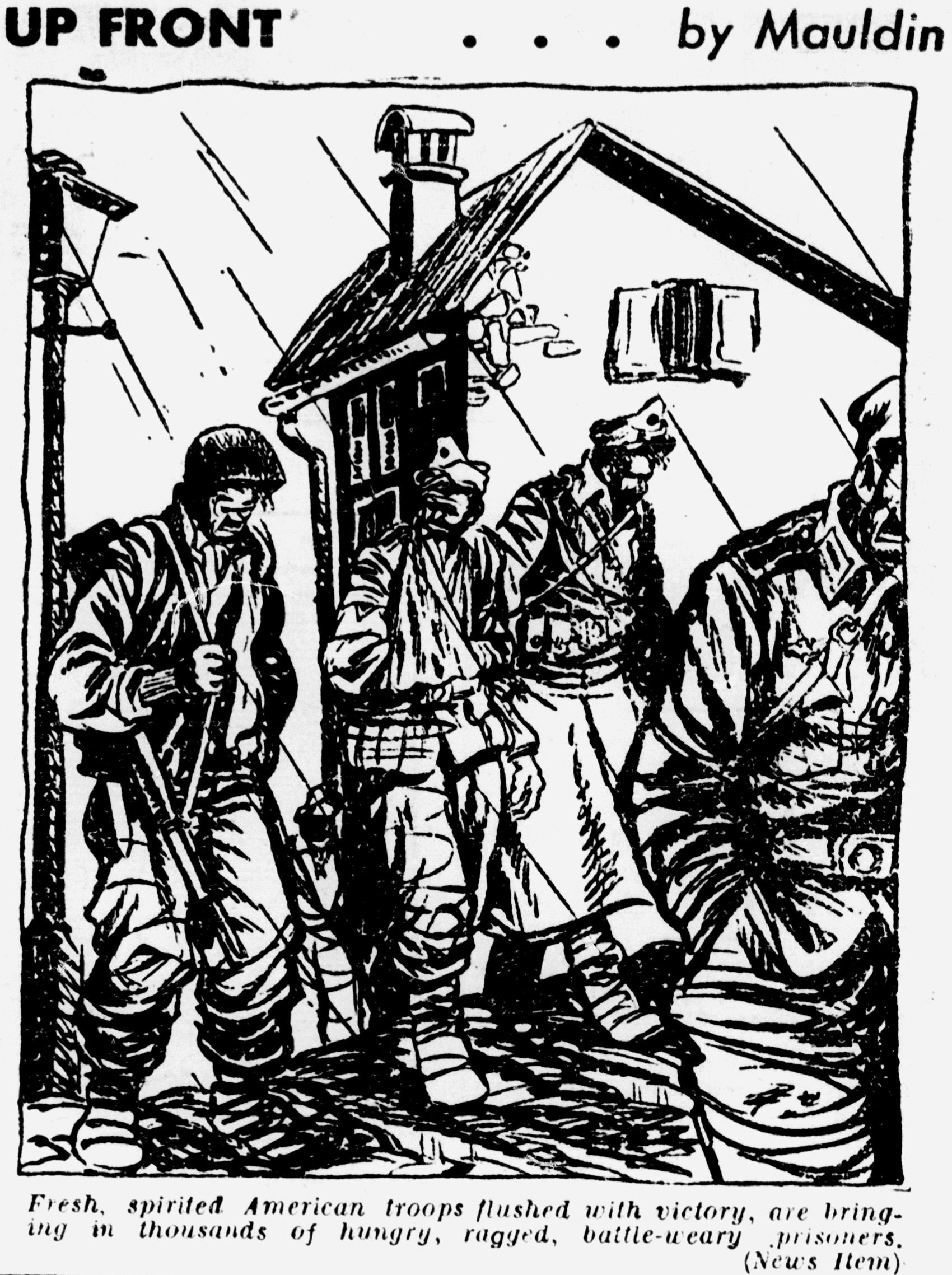
La vignetta citata come esempio del lavoro di Bill Mauldin

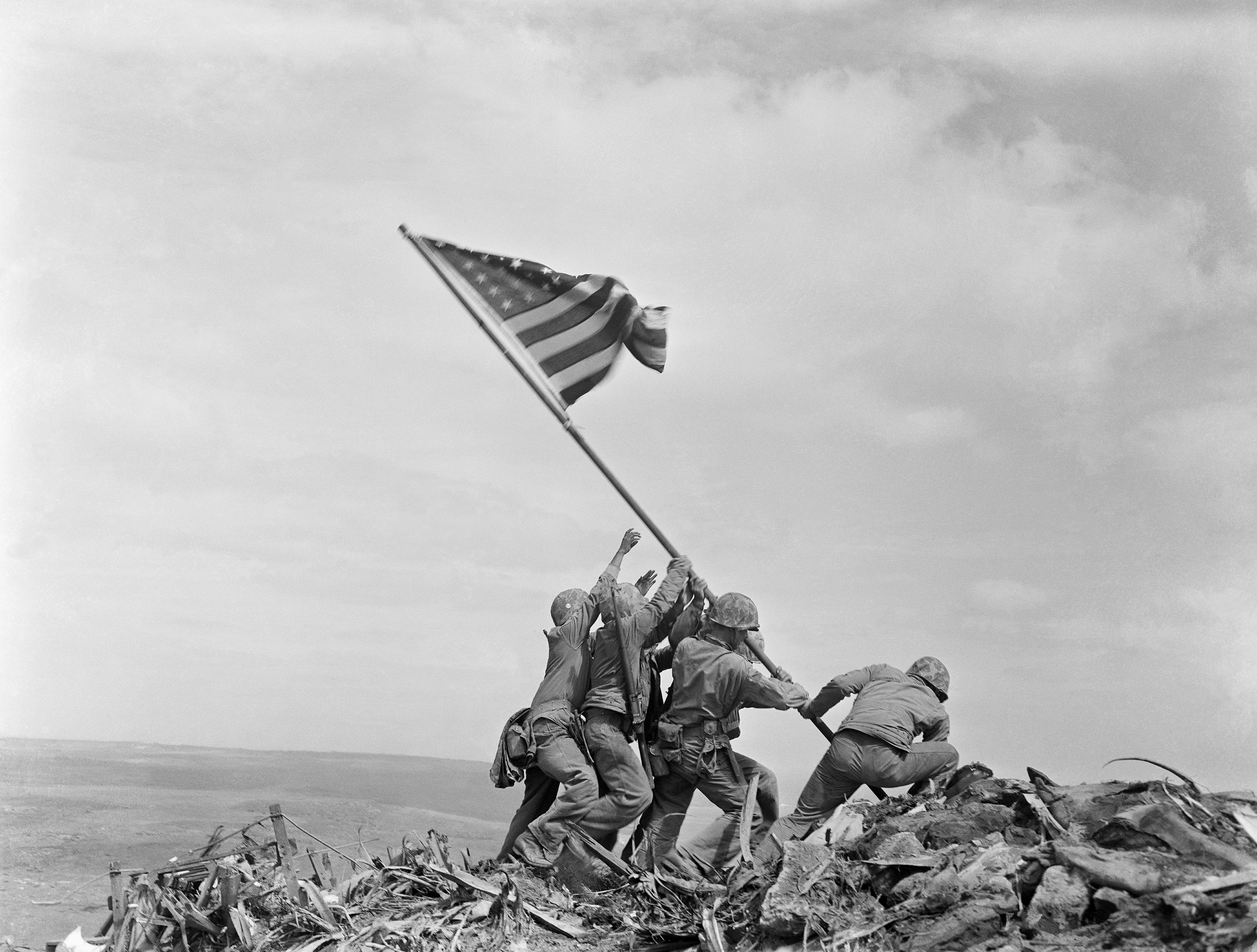
Raising the Flag on Iwo Jima, la fotografia vincitrice del Premio Pulitzer del 1945

  - The Detroit Free Press, per la sua indagine sulla corruzione nel governo dello Stato del Michigan.[2]
- Giornalismo:
  - Jack S. McDowell, del San Francisco Call, per la sua campagna atta ad incoraggiare la donazione del sangue.
- Corrispondenza:
  - Harold Boyle, della Associated Press, per il suo servizio di corrispondente di guerra nell'anno 1944.
- Giornalismo telegrafico nazionale:
  - James Reston, del The New York Times, per i suoi dispacci e aggiornamenti sulla Conferenza di Dumbarton Oaks.
- Giornalismo telegrafico internazionale:
  - Mark S. Watson, del The Baltimore Sun, per i suoi encomiabili reportage svolti durante l'anno 1944, da Washington e Londra nonché dai fronti siciliano, italiano e francese.
- Editoriale:
  - George W. Potter, del Providence Journal-Bulletin, per i suoi editoriali pubblicati durante l'anno solare 1944, in particolare quelli riguardanti la libertà di stampa.
- Vignetta editoriale:
  - Sergente Bill Mauldi, della United Feature Syndicate, Inc., per il suo encomiabile lavoro di vignettista, esemplificato dalla vignetta intitolata Fresh, spirited American troops, flushed with victory, are bringing in thousands of hungry, ragged, battle-weary prisoners, facente parte della serie Up Front With Mauldin.
- Fotografia:
  - Joe Rosenthal, della Associated Press, per la fotografia intitolata Raising the Flag on Iwo Jima, ritraente i marines statunitensi mentre issano la bandiera a stelle e strisce sulla vetta del monte Suribachi, sull'isola di Iwo Jima.

- Menzione speciale:
  - I cartografi della carta stampata statunitense, che si sono impegnati nella realizzazione di mappe dei fronti di guerra che hanno notevolmente contribuito ad arricchire l'informazione del pubblico sull'avanzamento dei vari reparti.

## Letteratura, drammaturgia e musica
- Romanzo:
  - A Bell for Adano, di John Hersey (Knopf).
- Drammaturgia:
  - Harvey, di Mary Chase (Dramatists)
- Storia:
  - Unfinished Business, di Stephen Bonsal (Doubleday)
- Biografie o Autobiografie:
  - George Bancroft: Brahmin Rebel, di Russel Blaine Nye (Knopf).
- Poesia:
  - V-Letter and Other Poems, di Karl Shapiro (Reynal)
- Musica:
  - Appalachian Spring, di Aaron Copland (Boosey & Hawkes).